# Nadškofija Cosenza-Bisignano
Nadškofija Cosenza-Bisignano (latinsko Archidioecesis Cosentina-BisinianensisDioecesis Laudensis), je ena izmed škofij Rimskokatoliške cerkve v Italiji, s sedežem v mestu Cosenza.